# مثلث شمي
المثلث الشمي(بالإنجليزية: Olfactory trigone)‏، هي منطقة مثلثية صغيرة تقع أمام المادَّة المُثَقَّبَة الأَمامية.

## موقعها التشريحي
تتجه قمة المثلث إلى الأمام حيث تحتل جزءاً من التلم الشمي، ويمكن رؤيتها عبر إزالة المسار الشمي.

## روابط خارجية
- أطلس تشريح جامعة ميشيغان n1a8p1 - «حفرة بين السويقتين» (#7)